# Test de personalidad

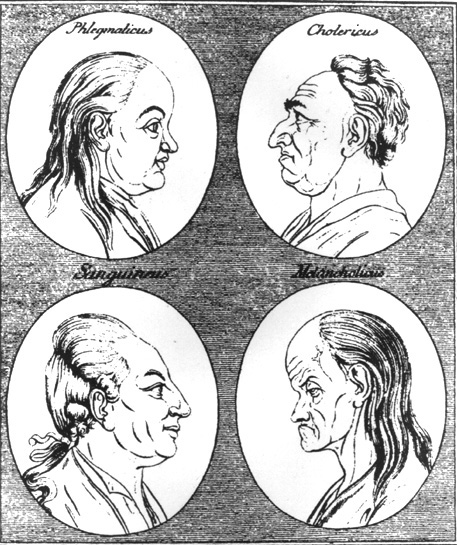
Los cuatro temperamentos, dibujados por Johann Caspar Lavater.

Un test de personalidad es un cuestionario u otro instrumento estandarizado diseñado para revelar aspectos del carácter o aparatos
psicológicos de un individuo. Los primeros test fueron desarrollados en los años 1920 y tenían como objetivo facilitar el proceso de selección de personal, particularmente en las fuerzas armadas. Desde entonces, una amplia variedad de pruebas de personalidad han sido desarrolladas, destacándose el Inventario Multifásico de Personalidad de Minnesota, y un gran número de test basados en el Modelo de los cinco grandes de la personalidad. Hoy en día, los test de personalidad se han convertido en una industria que genera $400 millones de dólares anuales y son utilizados en un varios contextos que incluyen la terapia individual y de relaciones, planificación de carrera, y selección y desarrollo de personal.

### Diferentes test de personalidad

#### Prueba Proyectiva
Son sobre todo utilizadas en el ámbito clínico, pero pueden usarse también para la orientación personal y familiar. Son pruebas especialmente útiles para explorar los aspectos “profundos” de la personalidad. Algunos ejemplos de este tipo de test son:
- Test del árbol y un niño
- Test del dibujo de la familia.
- Rorschach.
- Test de apercepción temática. (TAT)

#### Pruebas
Miden características de la personalidad a través de cuestionarios o test de autoinforme diseñados cuidadosamente con técnicas estadísticas.
- Cuestionarios para niños y adolescentes:  ACS (Escalas de Afrontamiento para Adolescentes), BAS (Batería de Socialización), EPQ (Cuestionario de Personalidad de Eysenck), etc.
- Cuestionarios de uso clínico y de evaluación de la personalidad de adolescentes y adultos: cuestionario "Big Five", cuestionario estructural tetradimensional para la depresión, inventario psicológico de California, MCMI-II, MMPI...
- Versión Española del Cuestionario EPQR-Abreviado (EPQR-A): fue desarrollada por los investigadores Bonifacio Sandín, Rosa M. Valiente, Paloma Chorot, Margarita Olmedo y Miguel A. Santed, con el objetivo de adaptar y validar el cuestionario de Personalidad EPQR-A para el contexto hispanohablante. Este cuestionario, originalmente basado en el modelo de Hans Eysenck, evalúa cuatro dimensiones principales de la personalidad: Neuroticismo, Extraversión, Psicoticismo y Sinceridad. En su versión abreviada en español, los investigadores llevaron a cabo un análisis exploratorio de la estructura factorial para confirmar que los factores evaluados en el cuestionario original mantienen su consistencia en la versión adaptada, proporcionando así una herramienta fiable y válida para la evaluación de rasgos de personalidad en la población de habla hispana.[3]